# イギリス鉄道717形電車
717形「デジロ・シティ」はシーメンスによって6両編成25本が製造されたイギリスの電車である。ゴヴィア・テムズリンク・レールウェイ（「グレート・ノーザン」ブランド）によってノーザン・シティ線直通列車に用いられている。

## 歴史
ゴヴィア・テムズリンク・レールウェイ（GTR）はテムズリンク・サザン・グレート・ノーザン・フランチャイズ(Thameslink, Southern and Great Northern franchise)を獲得すると、6両編成の車両最大25編成を調達して、ムーアゲート駅に発着する2016年の時点で車齢が40年に達する313形電車を置き換えることを検討すると発表した 。2015年12月に、GTRは、2019年3月からの運用を予定する車両として、主力の700形に引き続いてシーメンス製のもともと形式713形であった車両を選択したことを発表した 。注文は2016年2月に確定した  。
717形と700形の大きな違いは、各編成の両端に折りたたみ式の非常口(貫通扉)が設けられていることである。この非常口は、地下深くの区間であるムーアゲートトンネル内での乗客の緊急避難のために必要とされる 。
シーメンスは2018年6月にドイツで717形のテストを開始した 。

## 運用
2018年9月下旬に最初の編成がプレビューサービスを行い、2019年春から徐々に導入された 。2019年9月にグレートノーザンでの最後の313形の運用が行われ、717形への置き換えが完了した 。

## 列車の詳細
| クラス    | オペレーター     | 編成数 | 製造年    | ユニットあたりの車数 | ユニット番号    |
| --------- | ---------------- | ------ | --------- | -------------------- | --------------- |
| クラス717 | グレートノーザン | 25     | 2018-2019 | 6                    | 717001 – 717025 |